# Дравче
Дравче (словен. Dravče) је насељено место у општини Вузеница, Корушка регија, Словенија.

## Историја
До територијалне реорганизације у Словенији биле су у саставу старе општине Радље об Драви.

## Становништво
У попису становништва из 2011. године, Дравче је имале 142 становника.
| Број становника према пописима | Број становника према пописима | Број становника према пописима |
| ------------------------------ | ------------------------------ | ------------------------------ |
| 1991                           | 2002                           | 2011                           |
| 125                            | 125                            | 142                            |